# Hawaii Five-0 (1.ª temporada)
A primeira temporada da série de Hawaii Five-0 teve início em 20 de setembro de 2010, E terminou em  16 de Maio de 2011. Foram exibidos 24 episódios. A série foi desenvolvida por Alex Kurtzman, Roberto Orci e Peter M. Lenkov baseada na série Série original criada porLeonard Freeman, Que teve início há 45 anos e término há 33 anos. A séie é focada no "Five-0", uma força tarefa especializada criada pelo governador do Hawai que investiga uma onda de crimes nas ilhas Hawaianas , incluindo assassinatos, terrorismo e tráfico humano.
Hawaii Five-0 recebeu criticas positivas e tronou-se uma das melhores e com mais audiência das séries da CBS. IFoi renovada para a segunda temporada que começara em 19 de setembro de 2011

## Elenco e Personagens

### Principal
- Alex O'Loughlin como Cmdte. Steve McGarrett
- Scott Caan como Det. Danny "Danno" Williams
- Daniel Dae Kim como Chin Ho Kelly
- Grace Park como Kono Kalakaua

### Recorrente
- Dennis Chun como Sgt. Duke Lukela
- Mark Dacascos como Wo Fat
- Teilor Grubbs como Grace Williams
- Will Yun Lee como Sang Min
- James Marsterscomo Victor Hesse
- Masi Oka como Dr. Max Bergman
- Larisa Oleynik como Jenna Kaye
- Taryn Manning como Mary Ann McGarrett
- Jean Smart como Governor Pat Jameson
- Teila Tuli como Kamekona
- Claire van der Boom como Rachel Edwards

### Artistas famosos Convidados
- Joanna "JoJo" Levesque como Courtney Russel
- William Sadler como John McGarrett
- Peter Stormare como Drago Zankovic
- Balthazar Getty como Walton Dawkins
- Patrick Gallagher como Carlos Bagoyo
- Kevin Sorbo como Carlton Bass
- Robert Loggia como Ed McKay
- Vanessa Minillo como Susan
- Nick Lachey como Tyler
- Dane Cook como Matthew Williams
- Rick Springfield como Renny Sinclair
- Sean "Diddy" Combs como Reggie Cole
- Selita Ebanks como Lisa
- Masaharu Morimoto como Himself
- Jason Scott Lee como Detective Kaleo
- Cary-Hiroyuki Tagawa como Hiro Noshimuri
- Nasir "Nas" Jones como Gordon Smith

## Episódios
| Seq. | Temp. | Titulo                                             | Diretor              | Escritor                                                                              | Exibição Original EUA   | Audiência |
| --- | ----- | -------------------------------------------------- | -------------------- | ------------------------------------------------------------------------------------- | ----------------------- | --------- |
| 1 | 1     | "Pilot"                                            | Len Wiseman          | Story by: Alex Kurtzman & Roberto Orci & Peter M. Lenkov Teleplay by: Peter M. Lenkov | 20 de setembro de 2010  | N/D       |
| A série estreou nos Estados Unidos em 20 de setembro. O piloto começa com uma sequência bastante violenta, mostrando que o remake se diferencia do seriado clássico, mais voltado para a investigação que cenas de ação. Steve MacGarret é um oficial da Marinha escoltando um terrorista internacional. Ele recebe um telefonema de Hesse, irmão do criminoso, que sequestrou o pai de Steve e faz uma proposta de troca de prisioneiros. Antes que possa haver negociação, o comboio militar é atacado por um grupo desconhecido e o prisioneiro morre. Em represália, Hesse mata o pai de Steve. Já no Havaí, Steve recebe da governadora a proposta de formar uma força-tarefa com carta branca para capturar o grupo terrorista liderado por Hesse. Steve recusa a princípio, devido às pretensões políticas da governadora. Ao procurar pistas na casa do pai, ele encontra o policial Danny, que tenta obstruir sua investigação. Percebendo que entrar na polícia é o meio de achar Hesse, Steve aceita liderar a equipe e se torna o chefe de Danny. Logo a seguir, eles completam a força-tarefa com dois policiais havaianos ainda não corrompidos, Chin Ho e sua prima Kono. Com habilidade, eles seguem um rastro que os leva a Hesse, que aparentemente morre no confronto. Entretanto, seu corpo não é encontrado. Todo o episódio se permeia de cenas de ação ao estilo das equipes especiais, as SWATs, misturadas com belas cenas do Havaí, mas sem deixar de mostrar sua realidade social, a exemplo de imigrantes ilegais. |       |                                                    |                      |                                                                                       |                         |           |
| 2 | 2     | "ʻOhana" "Family"                                  | Brad Turner          | Sarah Goldfinger & Paul Zbyszewski                                                    | 27 de setembro de 2010  | N/D       |
| Um empresário cria um worm altamente sofisticado para invadir todo tipo de sistema e uma gangue de terroristas da Sérvia o captura para que sua tecnologia bloqueie o radar do Havaí e permita o pouso de um avião na ilha. Steve e sua equipe investigam o sequestro e a policial Kono acaba tendo seu batismo de fogo no dia de sua formatura na academia de polícia. Ela é feita refém e o episódio termina com uma emocionante homenagem dos seus colegas, cada um lhe dando um presente de formatura. O episódio também desenvolve a relação entre Steve e Danno. O primeiro é um ex-oficial da Marinha treinado para combater terroristas e não hesita em torturar prisioneiros por exemplo. O segundo é um policial típico, que segue à risca o manual e discorda dos métodos de Steve, temendo também pela própria segurança devido aos ímpetos do chefe. Apesar disso, eles são muito bem sintonizados na hora da ação e um complementa o outro. |       |                                                    |                      |                                                                                       |                         |           |
| 3 | 3     | "Malama Ka ʻAina" "Respect the Land"               | Paul Edwards         | Carol Barbee & Kyle Harimoto                                                          | 4 de outubro de 2010    | N/D       |
| Steve e sua equipe estão assistindo a uma partida de futebol americano quando uma guerra de gangues estoura em pleno estádio. Logo se revela que uma das gangues quer exterminar a outra e para isso fez um acordo com um mafioso do continente. O episódio explora a relação de Chin Ho com sua família: um dos membros da gangue é um policial infiltrado e primo de Chin. Devido à acusação de corrupção contra um parente, ele se tornou suspeito na polícia havaiana e se viu obrigado a pedir as missões mais difíceis para continuar trabalhando, além de perder a mulher e a filha. No desfecho, Chin Ho salva a vida do primo e reata amizade com ele. No final do episódio, a equipe se define como "Havaí cinco-zero" devido a uma ligação com o pai de Steve. |       |                                                    |                      |                                                                                       |                         |           |
| 4 | 4     | "Lanakila" "Victory"                               | Alex Zakrzewski      | Peter M. Lenkov & Alex Kurtzman & Roberto Orci                                        | 11 de outubro de 2010   | N/D       |
| A equipe precisa capturar um fugitivo da prisão que pretende recuperar 5 milhões de dólares roubados por ele e seu parceiro há anos. O episódio possui amplo leque de ação, desde um jogo de basquete contra presidiários até uma perseguição na floresta havaiana e também mostra as relações de Steve com sua irmã, que retornou às ilhas para visitar tardiamente o túmulo do pai. |       |                                                    |                      |                                                                                       |                         |           |
| 5 | 5     | "Nalowale" "Forgotten/Missing"                     | Brad Turner          | J. R. Orci & David Wolkove                                                            | 18 de outubro de 2010   | N/D       |
| Uma garota é achada morta, a equipe descobre que é uma das filhas do embaixador dos Estados Unidos nas Filipinas, ambas sequestradas quando em férias no Havaí. A princípio, eles pensam que se trata de um sequestro envolvendo prostituição e tráfico de mulheres, mas logo percebem que a ação foi encomendada por um grupo terrorista filipino. Os radicais chantageiam o embaixador para que ele revele um depósito de armas que o governo americano iria fornecer às forças armadas das Filipinas. Paralelamente, a irmã de Steve descobre as pistas sobre a morte do pai que foram vistas no primeiro episódio. |       |                                                    |                      |                                                                                       |                         |           |
| 6 | 6     | "Koʻolauloa" "North Shore of Oʻahu"                | Matt Earl Beesley    | Carol Barbee & Kyle Harimoto                                                          | 25 de outubro de 2010   | N/D       |
| Um empresário do surfe é assassinado. Ele é o ex-mentor de Kono, que se envolve emocionalmente na investigação. A equipe pensa a princípio que um grupo de nativos autoproclamado protetores da ilha está envolvido no assassinato, mas os dois suspeitos possuem álibi. Enquanto isso, Kono conversa com um ex-namorado e logo se descobre que ele mesmo é suspeito por tentar preservar uma área da praia contra um loteamento. O criminoso acaba se revelando seu pai, mas novamente ocorre uma reviravolta: o motivo não foi a proteção da área selvagem, mas questão de família. |       |                                                    |                      |                                                                                       |                         |           |
| 7 | 7     | "Hoʻapono" "Accept"                                | James Whitmore, Jr.  | Peter M. Lenkov & Jim Galasso                                                         | 1 de novembro de 2010   | N/D       |
| Um militar que sofreu estresse pós-traumático no Iraque é acusado de matar a esposa e mantém um grupo de turistas refém em um navio histórico da Marinha. Steve entra para negociar enquanto a equipe investiga o caso. Como alegado pelo suspeito, ele realmente não é o assassino, logo se percebe que o ex-marido da vítima encomendou sua morte para ficar com a filha do casal. Entretanto, o transtorno psiquiátrico do sequestrador dificulta a negociação e Steve se vê forçado a capturá-lo antes que a SWAT o mate. Nesse ínterim, Steve encontra no navio um velho militar reformado que serviu com seu avô no ataque japonês a Pearl Harbor e lhe diz que deve ter orgulho do nome que carrega |       |                                                    |                      |                                                                                       |                         |           |
| 8 | 8     | "Manaʻo" "Belief"                                  | Matt Earl Beesley    | Paul Zbyszewski & Jim Galasso                                                         | 8 de novembro de 2010   | N/D       |
| Um policial amigo de Danno é achado morto e a corregedoria da polícia havaiana acha que ele era um policial corrupto que traiu um chefe da máfia e foi executado. Danno age de forma obstinada para provar que seu amigo era inocente, sem o que ele será sepultado com desonra e sua família perderá tudo. A equipe arma uma emboscada para o mafioso e descobre que o verdadeiro corrupto era um policial do departamento que se havia oferecido para ajudá-la, tentando sempre encobrir as pistas. O suspeito estava na verdade investigando o esquema de corrupção. |       |                                                    |                      |                                                                                       |                         |           |
| 9 | 9     | "Poʻipu" "The Siege"                               | Brad Turner          | Story by: Peter M. Lenkov & Shane Salerno Teleplay by: Shane Salerno                  | 15 de novembro de 2010  | N/D       |
| A equipe é destacada para proteger um general de Sandimar, que é acusado de atrocidades em seu país e pretende se apresentar a um tribunal internacional para confessar seus atos. Steve descobre que há uma formidável conspiração para matá-lo a partir do assassinato de um agente da CIA. O desfecho é surpreendente, o mentor da operação é um ex-colega de Steve na Marinha, que se corrompeu e aceitou dinheiro para matar o general e impedi-lo de denunciar o esquema criminoso e genocida de seu governo. A equipe cai numa emboscada e precisa proteger o general e sua família em uma casa, sem cobetura da SWAT. |       |                                                    |                      |                                                                                       |                         |           |
| 10 | 10    | "Heihei" "Race"                                    | Elodie Keene         | Sarah Goldfinger                                                                      | 22 de novembro de 2010  | N/D       |
| Um carro-forte é assaltado, mas os ladrões altamente especializados jogam fora o dinheiro e o veículo. A equipe descobre que eles só queriam um vídeo que lhes dava acesso a um cofre da empresa com muito mais dinheiro. A investigação leva Steve e Danno a uma casa onde os criminosos se escondem. Ela fica ao lado da casa da ex-mulher de Danno, Rachel, que a cede como posto de observação, mas fica constrangida com a presença do seu ex-marido. Os quatro criminosos se disfarçam de triatletas para cometerem grandes roubos usando as competições para encobrirem as pistas. Ao tentarem o ousado assalto, eles são capturados |       |                                                    |                      |                                                                                       |                         |           |
| 11 | 11    | "Palekaiko" "Paradise"                             | Frederick E. O. Toye | David Wolkove & J. R. Orci                                                            | 6 de dezembro de 2010   | N/D       |
| A equipe investiga um serial killer que ataca casais em lua-de-mel. Ele os localiza em navios turísticos e os segue até o hotel, então os sequestra e os mata de forma cruel, ficando com as alianças de casamento como prêmio. O motivo do psicopata é ter sido abandonado no altar por sua noiva. Enquanto ele tenta atacar mais um casal, a equipe o captura. No pano de fundo do episódio, Steve descobre que sua mãe foi assassinada anos antes e que seu pai investigava o crime. |       |                                                    |                      |                                                                                       |                         |           |
| 12 | 12    | "Hana ʻaʻa Makehewa" "Desperate Measures"          | Chris Fisher         | Story by: Peter M. Lenkov Teleplay by: Carol Barbee & Kyle Harimoto                   | 13 de dezembro de 2010  | N/D       |
| O episódio inicia com Chin imobilizado com uma bomba-coleira presa ao pescoço por ninguém menos que Victor Hesse, o assassino do pai de Steve. A exigência de US$10milhões pelo resgate e a recusa da governadora em ceder ao terrorista faz com que Chin e Kono reconsiderem a possibilidade de se obter o dinheiro, reabrindo o caso do dinheiro retido e motivo das acusações de corrupção do próprio Chin. Na prisão, Hesse recebe visita de um ilustre vilão da série: Wo Fat. |       |                                                    |                      |                                                                                       |                         |           |
| 13 | 13    | "Ke Kinohi" "The Beginning"                        | Brad Turner          | Story by: Peter M. Lenkov Teleplay by: Nicole Ranadive                                | 3 de janeiro de 2011    | N/D       |
| Steve é vítima de um assalto em sua casa. Os ladrões levam apenas a caixa de ferramentas com pistas sobre a morte de seu pai e Steve percebe que eles sequestraram sua irmã para obterem informações. Em um resgate espetacular, a equipe salva Mary e, seguindo as pistas dos sequestradores, chega a um poderoso empresário japonês que é o líder da Yakuza no Havaí. O mafioso é preso por participação na morte do pai de Steve, mas a investigação sobre o atentado e a quadrilha está apenas começando. |       |                                                    |                      |                                                                                       |                         |           |
| 14 | 14    | "He Kane Hewaʻole" "An Innocent Man"               | Chris Fisher         | Peter M. Lenkov & Paul Zbyszewski                                                     | 17 de janeiro de 2011   | N/D       |
| Em uma perseguição de carro, Chin e Kono prendem um homem que transportava uma cabeça decapitada em uma caixa. A equipe descobre que era de um homem em estado terminal e sua esposa está desaparecida. O pai dela foi chantageado e Steve pensa a princípio que se trata de um sequestro, mas no final descobre que ela simulou o crime para extorquir dinheiro do pai. Steve se envolve emocionalmente porque o homem contratado para levar o pacote ao pai da garota como prova de que os criminosos falavam sério era um imigrante chinês e ele morreu, deixando um filho órfão. O episódio faz uma bela homenagem ao seriado dos anos 70 Chips. |       |                                                    |                      |                                                                                       |                         |           |
| 15 | 15    | "Kai eʻe" "Tidal Wave"                             | Duane Clark          | Melissa Glenn & Jessica Rieder                                                        | 23 de janeiro de 2011   | N/D       |
| Um alarme de tsunami causa pânico geral devido à magnitude do fenômeno e as ilhas são evacuadas. A equipe é chamada para investigar o desaparecimento de um cientista que é o chefe de monitoramento das ondas. Steve descobre que o alarme é falso, não há nenhuma onda gigante vindo para o Havaí e o cientista foi sequestrado para criar um registro falso. O objetivo é encobrir um assalto ao depósito da polícia de onde a equipe havia tirado dez milhões de dólares para salvar a vida de Chin. Isso deixa a equipe numa situação inusitada porque, se evitarem o roubo, a polícia vai checar o montante e verificar que não há os 28 milhões declarados na apreensão. Mesmo assim todos decidem evitar o assalto, numa grande demonstração de honestidade e consciência. Eles conseguem capturar o mentor do roubo, o próprio chefe da Guarda Costeira que havia feito a apreensão. No final do episódio, há uma grande surpresa: não havia dinheiro faltando, alguém repôs os dez milhões subtraídos. |       |                                                    |                      |                                                                                       |                         |           |
| 16 | 16    | "E Malama" "To Protect"                            | Brad Turner          | Story by: Carol Barbee Teleplay by: Kyle Harimoto & Shane Salerno                     | 7 de fevereiro de 2011  | N/D       |
| FQuando a testemunha-chave para colocar um líder de gangue desaparece, a equipe é enviada para levá-la à sala de audiências em tempo de testemunhar. Os dois guardas armados enviados para protegê-la são encontrados mortos no porta-malas de um carro da polícia e a casa em que ela se escondia é atacada: McGarrett conclui que ela escapou dos assassinos treinados e empreende uma caçada pela floresta para regatá-la. Dany se envolve em uma trama paralela. Ele se preocupa em manter a sua filha (Grace) e a sua ex-mulher (Rachel) seguras depois de terem sido atacadas por dois bandidos e sua casa arrombada. Convencido de que Stan (atual marido de Rachel) tem algo a ver com o ataque, porque foi o seu carro o que foi roubado, Dany tem a intenção de chegar ao fundo do caso a fim de manter Grace segura. |       |                                                    |                      |                                                                                       |                         |           |
| 17 | 17    | "Powa Maka Moana" "Pirate"                         | Brad Turner          | Joe Halpin                                                                            | 14 de fevereiro de 2011 | N/D       |
| Um iate com jovens ricos é assaltado e os tripulantes são levados como reféns. Steve descobre que alguém simulou o método de uma gangue local para incriminá-la. Os pais dos jovens chegam ao Havaí e pagam o resgate após uma tentativa de negociação sem o conhecimento da polícia, que termina com a morte de um dos reféns. Sob orientação de Steve, novo acordo é feito e a equipe consegue prender os criminosos quando o dinheiro vai ser entregue. |       |                                                    |                      |                                                                                       |                         |           |
| 18 | 18    | "Loa Aloha" "The Long Goodbye"                     | Eric Laneuville      | Paul Zbyszewski & Mike Schaub                                                         | 21 de fevereiro de 2011 | N/D       |
| Um psicopata mata filhos de juízes que libertaram o assassino de seu filho. A equipe o prende ao tentar matar o filho de uma defensora pública, mas paralelamente corre outra história mais importante. O irmão de Danny chega ao Havaí para fazer uma lavagem de dinheiro a fim de consertar um grande rombo financeiro causado por ele em Wall Street. Danny tenta convencê-lo a se entregar ao saber do rombo e se vê obrigado a prendê-lo quando descobre o esquema mafioso, mas não consegue e acaba por deixar o irmão escapar do FBI, tornando-se culpado de obstruir a justiça. |       |                                                    |                      |                                                                                       |                         |           |
| 19 | 19    | "Ne Meʻe Laua Na Paio" "Heroes and Villains"       | Matt Earl Beesley    | J. R. Orci & David Wolkove                                                            | 21 de março de 2011     | 10.01     |
| Um homem é morto por engano em uma convenção de quadrinhos e a equipe descobre que a vítima era um ladrão que tinha roubado a prova de um crime; o autor deste estava disposto a tudo para recuperar um vídeo incrimador. Entretanto, o foco mais importante do episódio é uma investigação sobre a morte do pai de Steve conduzida por uma agente da CIA. Ela descobriu que Jesse trabalhava para a Yakuza quando o matou e seu chefe era um havaiano com quem Steve já havia se encontrado nos episódios anteriores. Ao falar com Steve, o mafioso o alerta para não investigar o passado de sua família porque não vai gostar do que achará. |       |                                                    |                      |                                                                                       |                         |           |
| 20 | 20    | "Ma Ke Kahakai" "Shore"                            | Larry Teng           | Elwood Reid                                                                           | 11 de abril de 2011     | N/D       |
| Steve e Danny estão excursionando nas montanhas quando encontram um corpo. Eles investigam o crime, mas o episódio também aborda o motivo por que Chin foi expulso da polícia. Seu tio, que também era policial, ficou com o dinheiro de uma apreensão para comprar um rim para sua esposa no mercado negro e Chin assumiu a culpa para que ela nunca soubesse de onde veio o dinheiro. Agora ela está morrendo e Chin promete a Kono contar a verdade para se inocentar. |       |                                                    |                      |                                                                                       |                         |           |
| 21 | 21    | "Hoʻopaʻi" "Revenge"                               | Duane Clark          | Story by: Shane Salerno & Peter M. Lenkov Teleplay by: Shane Salerno                  | 18 de abril de 2011     | N/D       |
| Um policial que havia se infiltrado na máfia de Nova Iorque está sob proteção policial quando ele e sua família sofrem um atentado. Steve descobre que a informação sobre sua localização vazou no FBI e o policial sai em busca de vingança, pois sua esposa foi assassinada no atentado. Steve corre para impedi-lo e descobre que o atentado foi orquestrado pelo próprio filho do chefe mafioso, que pretendia tomar o seu lugar. |       |                                                    |                      |                                                                                       |                         |           |
| 22 | 22    | "Hoʻohuli Naʻau" "Close to Heart"                  | Brad Turner          | Story by: Peter M. Lenkov Teleplay by: Kyle Harimoto                                  | 2 de maio de 2011       | N/D       |
| Um fotógrafo famoso é assassinado de forma cruel, depois a equipe descobre que a culpada era uma filha que ele não quis assumir. Paralelamente, Chin é convocado por uma comissão para se explicar sobre o dinheiro roubado pelo seu tio, que tenta inocentá-lo assumindo a culpa. Embora inocente de fato, Chin tenta proteger o tio de represálias e alega estar com o dinheiro até hoje, então a comissão exige que ele o apresente em 24 horas. Chin não tem opção e pede o dinheiro a um agiota. |       |                                                    |                      |                                                                                       |                         |           |
| 23 | 23    | "Ua Hiki Mai Kapalena Pau" "Until the End is Near" | Steve Boyum          | Story by: Peter M. Lenkov Teleplay by: David Wolkove                                  | 9 de maio de 2011       | N/D       |
| A equipe invade uma casa onde estaria Wo Fat, líder da Yakuza no Havaí. Eles acabam por encontrar seu ex-parceiro, Sang Min, que tentava matá-lo. Em perseguição ao comparsa, eles entram numa casa onde havia sarin no leite da cozinha e um homem estava morto. Danny se intoxica e quase morre. Esse episódio de terrorismo é solucionado e no fim Sang Min se apresenta à polícia para pedir proteção contra Wo Fat, que pretende matá-lo e depois vir atrás de Steve. Durante sua recuperação no hospital, Danny se reaproxima da ex-esposa Rachel. |       |                                                    |                      |                                                                                       |                         |           |
| 24 | 24    | "Oiaʻiʻo" "Trust"                                  | Brad Turner          | Peter M. Lenkov & Paul Zbyszewski                                                     | 16 de maio de 2011      | N/D       |
| Uma promotora sofre um atentado a bomba. Steve descobre que era ela quem vinha lhe mandando objetos da caixa de ferramentas de seu pai, que foi roubada por Wo Fat. As pistas o levam a descobrir que a governadora do estado é cúmplice da Yakuza e responsável pela morte de seus pais, assim como da promotora. Obcecado, Steve invade a casa dela e cai numa armadilha de Wo Fat. Ele já havia plantado provas que incriminavam Steve pela morte da promotora e agora mata a governadora com dois tiros de modo que Steve leve a culpa e seja preso. Ao mesmo tempo, a polícia descobre restos do dinheiro queimado por Hesse e desvenda o roubo cometido para obter dez milhões de dólares e salvar Chin em episódio anterior. Kono é presa e reconhecida por uma idosa que a teria visto na cena do crime. A força 50 é desmontada e Chin, inocentado do roubo de anos antes, é reintegrado à polícia e prende Steve na casa da governadora no final do episodio.Danny descobre que Rachel está grávida e decide voltar com ela e Grace para o continente, mas o desfecho trágico do caso o leva a abandoná-las no aeroporto. |       |                                                    |                      |                                                                                       |                         |           |